# Іванна Сеньянська
Іванна Сеньянська (італ. Giovanna da Signa; бл. 1245, Сінья — 9 листопада 1307, Сінья) — католицька свята.

## Життєпис
Народилась у селі Сінья під Флоренцією, пастушка, що вирішила стати відлюдницею. У неї не було ілюзій щодо якоїсь видатної духовності, непорочності або благочестя селян. Ще дівчинкою вона розповідала друзям про Христа, про який у селі мало що знали, крім імені, але досить швидко зрозуміла, що розповіді мало кого чіпають. 
У 23 роки вона оселилася недалеко від рідного села в печері на березі річки Арно. До неї приходили сотні людей за порадою, до неї приносили хворих і калік, щоб вона помолилася над ними.
Продовжували до неї звертатися з молитвами і після її смерті, а в 1348 році чума, спустошували всю Європу, раптово припинилася саме в Сеньї, що пояснили заступництвом Іванни, після чого її шанування ще більше посилилося. Францисканці вважають Джованні терціаркою свого ордену, а валламброзіанці оскаржують у них цю честь. 
Беатифікована 1798 року. 
Пам'ять 17 листопада.